# Lorengau
Lorengau – miasto w Papui-Nowej Gwinei, stolica prowincji Manus. Miasto jest położone w północno-wschodniej części wyspy Manus, należącej do archipelagu Wysp Admiralicji. Z danych ze spisu powszechnego przeprowadzonego w 2011 roku wynika, że miasto zamieszkiwało 8882 mieszkańców. Leży na wysokości 40 m n.p.m.

## Historia
W 1942 roku podczas II wojny światowej, siły japońskie zdobyły miasto bez większych walk. Japończycy następnie umieścili w mieście własną administrację, a na obrzeżach miasta zbudowali bazę lotniczą. Pod koniec lutego 1944 roku wojska amerykańskie oraz australijskie przeprowadziły atak na Wyspy Admiralicji w celu m.in. przejęcia miasta Lorengau wraz z bazą lotniczą. W trakcie w sumie ponad sześciotygodniowych walk, miasto zostało zdobyte przez aliantów 18 marca 1944 roku.
Amerykanie zdobyli bazę morską, z której odlatywały bombowce japońskie dokonujące nalotów na Filipiny. Oprócz tego, siły aliantów zdobyły lokalny port, który był największym portem wojennym Japonii na terenie Wysp Admiralicji. Po wojnie obie bazy zburzono, a ich pozostałości zostały sprzedane na złom.